# Kojmyrtjärnen, Hälsingland
Kojmyrtjärnen är en sjö i Ljusdals kommun i Hälsingland och ingår i Ljusnans huvudavrinningsområde.